# Związek Narodowy Katolików
Związek Narodowy Katolików – grupa osób o antykomunistycznych, niepodległościowych i katolickich poglądach, działająca w dawnym województwie wrocławskim.
Związek został powołany 15 sierpnia 1978 przez Romualda Szeremietiewa, Tadeusza Jandziszaka i Macieja Pstrąg-Bieleńskiego. Wszyscy oni działali w Stowarzyszeniu „Pax”, przeciwstawiając się linii politycznej Bolesława Piaseckiego. Wraz z Przemysławem Hniedziewiczem, Adamem Konopackim, Tadeuszem Stańskim i Tadeuszem Walentynowiczem tworzyli w Stowarzyszeniu grupę osób o niepodległościowej orientacji. W październiku 1978 grupa została zdekonspirowana a Szeremietiew, Jandziszak i Pstrąg-Bieleński – usunięci ze Stowarzyszenia.
1 września 1979 Związek Narodowy Katolików wszedł w skład Konfederacji Polski Niepodległej, a jego założyciele zostali członkami-założycielami KPN.